# Archéologie paléochrétienne
L'archéologie paléochrétienne a pour objectif l'étude des vestiges du christianisme de l'Antiquité, de l'Antiquité tardive et du haut Moyen Âge. Cette discipline permet d'appréhender les conditions matérielles du début du christianisme et de compléter les connaissances historiques tirées des textes.  

## Origine
Fondée au XVIIe siècle par des archéologues explorateurs des antiquités et des catacombes romaines comme Antonio Bosio, l'archéologie paléochrétienne se développe au XIXe siècle avec celui qui est considéré comme le père fondateur de l'archéologie chrétienne, Giovanni Battista de Rossi. 

## Branches
Les principales branches de l'archéologie paléochrétienne sont :
- l'épigraphie paléochrétienne : inscriptions trouvées dans ou sur les catacombes, sanctuaires, sarcophages, etc.
- l'histoire de l'art paléochrétien : fresques, sarcophages, etc.
- l'architecture et la topographie des sites anciens : basiliques, catacombes, etc.

## Chronologie
- ap. 326 : Église Saint-Pierre à Rome, fondée par l'empereur Constantin
- 361 : Fondation du premier monastère de la Gaule par saint Martin dans le désert de Ligugé, près de Poitiers
- Début IVe siècle : Baptistère de Saint-Julien de Brioude
- Milieu IVe siècle : Cathédrale d'Arles
- Fin IVe siècle : Baptistère Saint-Jean à Poitiers
- Fin IVe siècle : Baptistère de Marseille
- IVe siècle : Baptistère de Roanne
- Début Ve siècle : Basilique de Marseille
- Début Ve siècle : Baptistère de Fréjus
- v. 418 : Crypte de Saint-Victor de Marseille
- 460-491 : Basilique Saint-Martin de Tours
- VIe siècle : Baptistère d'Ajaccio
- VIe siècle : Trésor de Gourdon
- av. 526 : Mausolée de Théodoric à Ravenne
- 593 : Fondation par saint Colomban du monastère de Luxeuil
- ap. 673 : Crypte funéraire de Jouarre
- début VIIIe siècle : Hypogée des Dunes à Poitiers
- 799-818 : Oratoire carolingien de Germigny-des-Prés